# Haenyeo

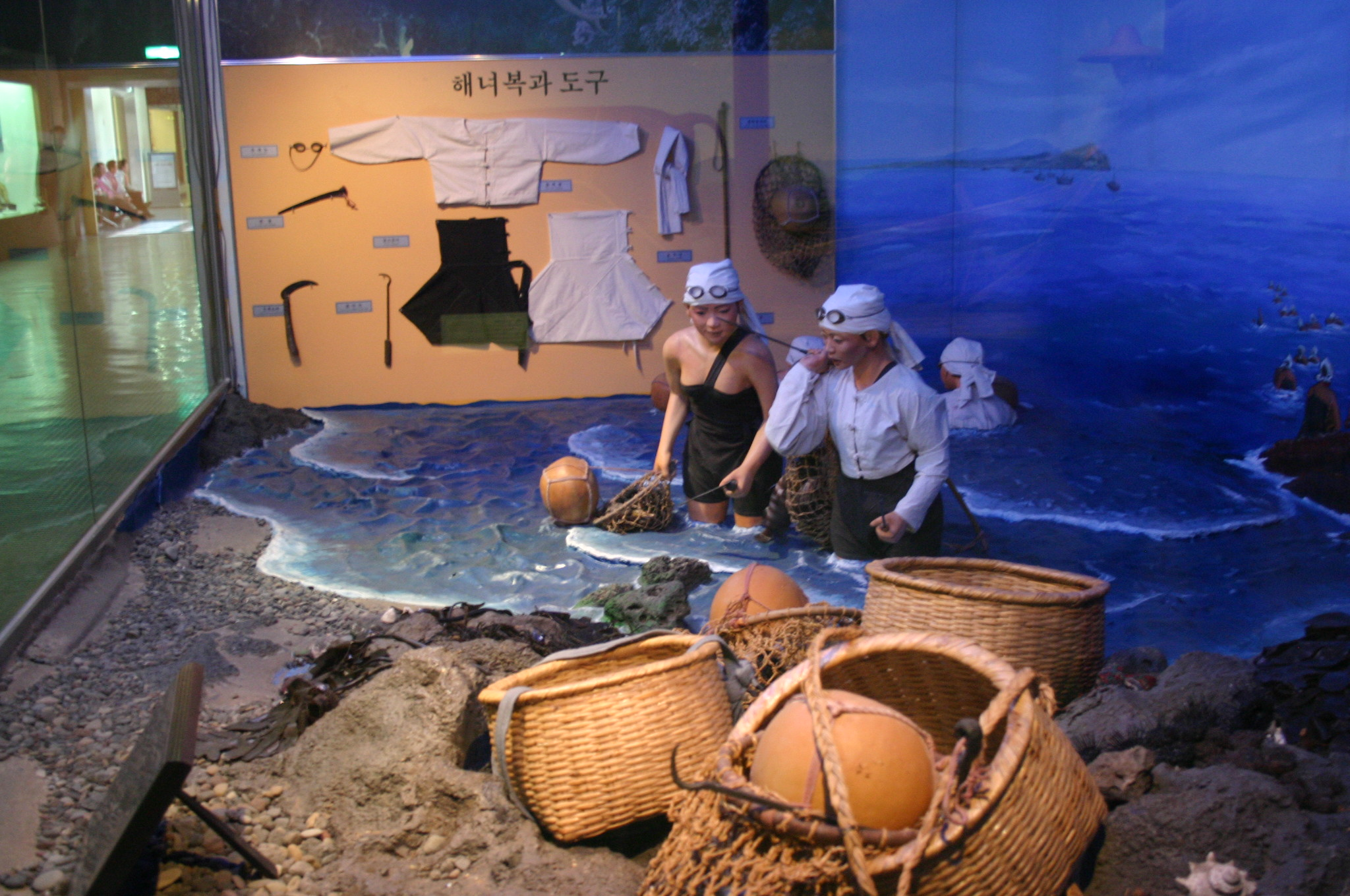
Dockor som föreställer traditionella haenyeo.

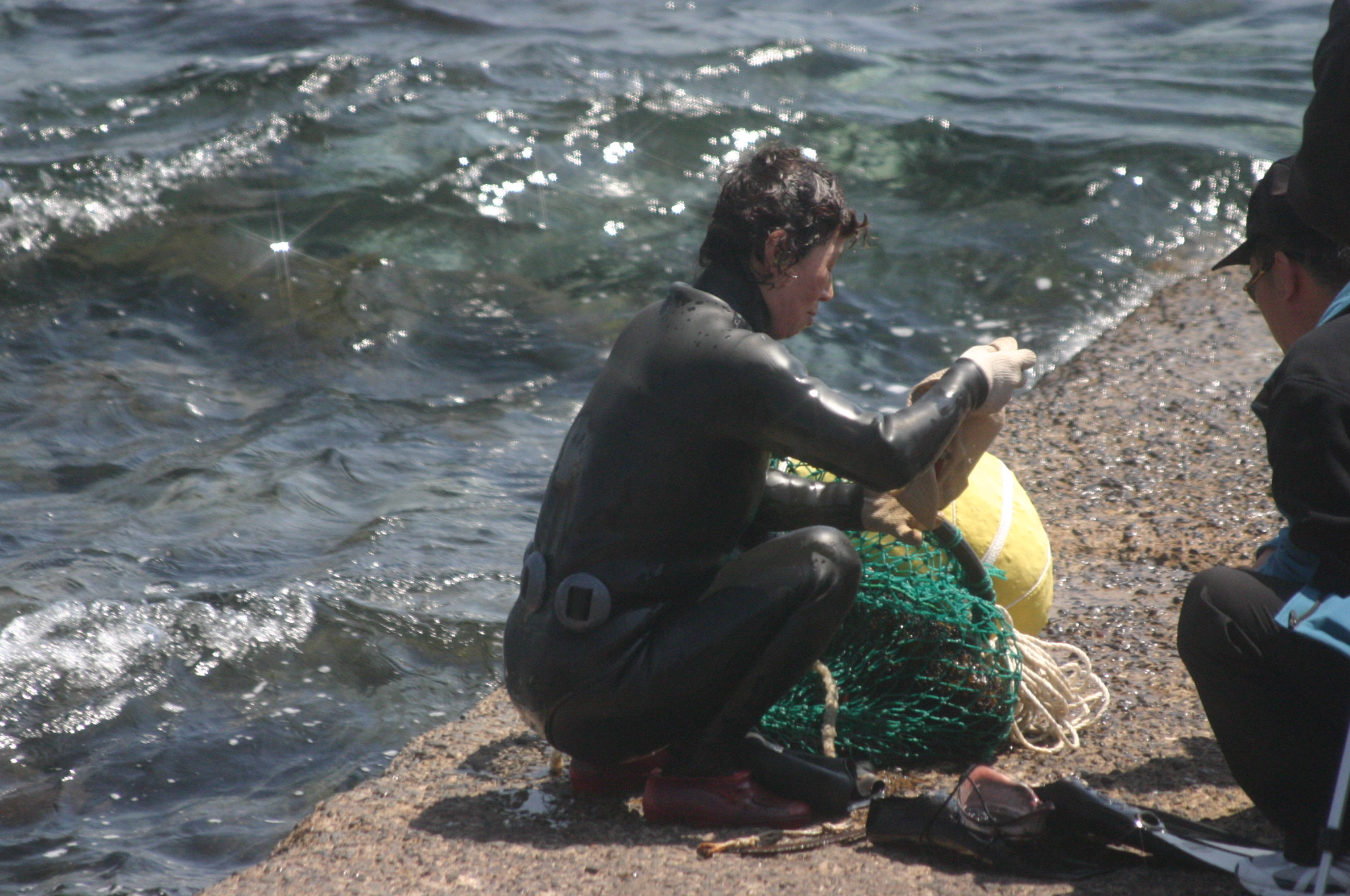
Haenyeo med modern dykardräkt.

Haenyeo (eller haenyo, 'sjökvinnor') är en grupp kvinnliga dykare på den sydkoreanska ön Jeju som letar i havet efter skaldjur. Traditionen upptogs 2016 av Unesco som immateriellt kulturarv.

## Teknik
De använder inga dykflaskor och kan stanna upp till fyra minuter under vattenytan. För att klara denna uppgift har de en speciell andningsteknik. När de tömmer delar av lungan uppstår ett pipande ljud som kvinnorna använder för kommunikationen. Haenyeo kan samla andra skaldjur, fiskar och sjögrässorter än industriella fiskare.
Fångsten betraktas som delikatesser och säkrar kvinnornas ekonomiska framgång. Kvinnorna är under en vanlig dag sju timmar ute vid havet, och de kan nå ett djup av 10 meter.

## Historik
Seden med dykande kvinnor finns sedan flera hundra år på ön. Dykartraditionen som sådan är känd från 400-talet, och från början dök kvinnor med sina män, men från 1600-talet nämns oberoende kvinnliga dykare, som följande sekel hade konkurrerat ut de manliga dykarna. Kunskapen förmedlas av mödrar till sina döttrar. Enligt traditionen börjar utbildningen vid sex års ålder och 13-åriga flickor börjar med det egentliga arbetet.
Under 2000-talet är de flesta kvinnor med denna sysselsättning mellan 60 och 80 år gamla. Traditionen är hotad på grund av att koreanska kvinnor har fått andra möjligheter.
Under 1970-talet var bara 4,6 procent av kvinnorna äldre än 60 år. Vid en undersökning 2006 hade andelen haenyeo över 60 år ökat till 65,8 procent. Dessutom var 24,6 procent mellan 50 och 59 år gamla, 9,6 procent var 30 till 39 år gamla och 2 kvinnor var yngre än 30 år.

## Sverige och Haenyeo
Under sin resa till Korea 1936 besökte den svenske forskningsresande Sten Bergman ön Jeju i augusti månad. Han tog då ett antal bilder som året efter publicerades i hans bok I Morgonstillhetens land. År 2018 producerade Sjöfartsmuseet Akvariet i Göteborg en utställning med namnet Haenyeo - Havets kvinnor. Utställningen producerades av Min Jeong Ko vars farmor var haenyeo. I utställningen visades porträtt av fotografen Hyung S. Kim och föremål som donerats av Sooni Kim samt klipp ur dokumentärfilmen Dykarkvinnorna i Korea producerad av Hee-Young Ko. Året efter visades utställningen på Östasiatiska museet och då ingick även flera av Sten Bergmans bilder.